# Gusle
La gusle ou guzla (serbo : gusle/гусле, prononciation ɡūslɛ), appélé lahute en albanais est un instrument monocorde à corde frottée des Alpes dinariques.
Cet instrument, dans ses diverses variantes, accompagne les traditions épiques de la région.
Chez les albanais, la partie haute de l'instrument est surmontée d'une tête de chèvre comme sur la couronne de Scanderbeg (roi d'Albanie de 1443-1468).
Le « chant accompagné au gusle » de Serbie est inscrit sur la liste représentative du patrimoine culturel immatériel de l'humanité par l'ONU / UNESCO le 29 novembre 2018.